# Kellyn Acosta
Kellyn Kai Perry-Acosta (sinh ngày 24 tháng 7 năm 1995) là một cầu thủ bóng đá chuyên nghiệp người Mỹ hiện thi đấu ở vị trí tiền vệ cho câu lạc bộ Los Angeles FC tại Major League Soccer và Đội tuyển bóng đá quốc gia Hoa Kỳ.

## Đầu đời
Acosta lớn lên ở Plano, Texas. Cha anh là người Mỹ gốc Nhật trong khi mẹ anh là người gốc Phi. Bà nội của Acosta cũng là người Nhật, và dòng họ Acosta bắt nguồn từ ông nội dượng người Mexico.

## Sự nghiệp câu lạc bộ

### FC Dallas
Acosta gia nhập Học viện Dallas và cam kết chơi bóng đá tại Đại học Maryland trước khi ký hợp đồng chuyên nghiệp vào tháng 7 năm 2012 (mặc dù anh không đủ điều kiện tham dự cho đến mùa giải 2013).  Anh đã có ba lần ra sân ở MLS Reserve League. Acosta được vinh danh là Cầu thủ xuất sắc nhất của Liên đoàn Trung tâm Học viện  bóng đá Hoa Kỳ năm 2011–12.
Acosta ra mắt đội một trong trận thua 0–3 trước Seattle vào tháng 8 năm 2013. Anh đã có 9 lần ra sân liên tiếp trong mùa giải đó kể từ tháng 8 đến tháng 10. Mùa giải 2014 của Acosta bị gián đoạn do chấn thương đầu gối. Ban đầu anh thi đấu ở vị trí hậu vệ cánh cho Dallas, nhưng cuối cùng chuyển sang đá chính ở vị trí tiền vệ phòng ngự vào năm 2015.

### Colorado Rapids
Ngày 23 tháng 7 năm 2018, Acosta được FC Dallas bán cho Colorado Rapids để lấy cầu thủ Dominique Badji. Acosta đá chính cho Colorado tất cả 12 trận ở Major League Soocer, ghi 2 bàn thắng và có thêm 3 pha kiến tạo. Ngày 20 tháng 2 năm 2019, Acosta gia hạn hợp ba năm để tiếp tục ở lại Colorado cho đến năm 2021.
Acosta đã đạt được thành công trong mùa giải 2019, đỉnh cao trong sự nghiệp với ra sân 30 trận tại Major League Soocer và thi đấu 2.619 phút, đồng thời ghi thêm hai bàn thắng và hai pha kiến tạo.
Trong mùa giải 2020 rút ngắn vì đại dịch COVID-19, Acosta đã có hai bàn thắng và một pha kiến tạo sau 14 trận trong 15 trận đấu ở Major League Soocer. Ngày 4 tháng 11, Acosta ghi bàn ẩn định chiến thắng 1–0 của Colorado trước Portland Timbers. Acosta đá chính trong trận thua trước Minnesota United FC ở vòng play-off MLS Cup, thi đấu trong 81 phút.

### Los Angeles FC
Ngày 14 tháng 1 năm 2022, Los Angeles FC mua Kellyn Acosta từ Colorado Rapids để đổi lấy 1,1 triệu đô la General Allocation Money (GAM) (550 nghìn đô la GAM năm 2022 và 550 nghìn đô la GAM năm 2023). Colorado Rapids sẽ giữ lại một phần của bất kỳ bán cầu thủ nào nếu Acosta được bán cho đội bóng khác. Ngoài ra, nếu đáp ứng các số liệu dựa trên hiệu suất nhất định, Colorado sẽ nhận được thêm 400 nghìn đô GAM.

## Sự nghiệp quốc tế
Acosta sinh ra ở Hoa Kỳ với cha là người Nhật và mẹ là người Puerto Rico, đủ điều kiện khoác áo Nhật Bản hoặc Hoa Kỳ.
Acosta có trận ra mắt cho đội tuyển quốc gia Hoa Kỳ trong trận giao hữu gặp Iceland vào ngày 31 tháng 1 năm 2016. Anh đã có bàn thắng quốc tế đầu tiên cho Hoa Kỳ vào ngày 1 tháng 7, thực hiện một quả đá phạt trực tiếp vào lưới Ghana trong trận giao hữu kết thúc với chiến thắng 2–1. Acosta được triệu tập vào đội tuyển Hoa Kỳ tham dự Cúp vàng CONCACAF 2017, giải đấu này mà Hoa Kỳ sẽ giành chức vô địch. Acosta đã có ra sân 5/6 trận, bao gồm cả 3 trận knock-out. anh đã có sáu lần ra sân trong các trận giao hữu quốc tế vào năm 2018, ghi bàn vào lưới Colombia ngày 12 tháng 1. và kiến tạo cho Josh Sargent ghi bàn vào lưới Peru ngày 16 tháng 10.
Sau gần 24 tháng vắng mặt ở đội tuyển quốc gia, Acosta vào sân thay Sebastian Lletget ở phút thứ 68 vào ngày 9 tháng 12, trong trận giao hữu chiến thắng 6–0 trước El Salvador tại Sân vận động Inter Miami CF. Anh cùng đồng đội Colorado Rapids, Vines và Jonathan Lewis đều được gọi trở lại vào tháng 1 năm 2021, thi đấu trọn vẹn 90 phút và thực hiện pha kiến tạo cho Lewis ghi bàn thứ hai trong chiến thắng giao hữu 7–0 trước Trinidad & Tobago tại Sân vận động Exploria vào ngày 31 tháng 1. Trong năm  2021, Acosta đã ra sân 21 trận trong 22 trận đấu của Hoa Kỳ, trở thành cầu thủ đầu tiên làm được điều này kể từ năm 1994.

## Thống kê sự nghiệp
Tính đến ngày 5 tháng 11 năm 2022
| Câu lạc bộ          | Mùa giải            | Giải đấu            | Giải đấu | Giải đấu | Cúp Quốc gia | Cúp Quốc gia | Châu lục | Châu lục | Khác | Khác | Tổng cộng | Tổng cộng |
| Câu lạc bộ          | Mùa giải            | Hạng                | Trận     | Bàn      | Trận         | Bàn          | Trận     | Bàn      | Trận | Bàn  | Trận      | Bàn       |
| ------------------- | ------------------- | ------------------- | -------- | -------- | ------------ | ------------ | -------- | -------- | ---- | ---- | --------- | --------- |
| FC Dallas           | 2013                | Major League Soccer | 13       | 0        | –            | –            | –        | –        | –    | –    | 13        | 0         |
| FC Dallas           | 2014                | Major League Soccer | 15       | 0        | –            | –            | –        | –        | 1    | 0    | 16        | 0         |
| FC Dallas           | 2015                | Major League Soccer | 21       | 3        | 2            | 1            | –        | –        | 3    | 0    | 26        | 4         |
| FC Dallas           | 2016                | Major League Soccer | 32       | 2        | 5            | 0            | 3        | 0        | 2    | 0    | 42        | 2         |
| FC Dallas           | 2017                | Major League Soccer | 23       | 3        | –            | –            | 4        | 3        | –    | –    | 27        | 6         |
| FC Dallas           | 2018                | Major League Soccer | 13       | 1        | 2            | 0            | —        | —        | —    | —    | 15        | 1         |
| FC Dallas           | Tổng cộng           | Tổng cộng           | 117      | 9        | 9            | 1            | 7        | 3        | 6    | 0    | 139       | 13        |
| Colorado Rapids     | 2018                | Major League Soccer | 12       | 2        | —            | —            | —        | —        | –    | –    | 12        | 2         |
| Colorado Rapids     | 2019                | Major League Soccer | 31       | 2        | 1            | 0            | –        | –        | —    | —    | 32        | 2         |
| Colorado Rapids     | 2020                | Major League Soccer | 15       | 2        | –            | –            | –        | –        | 1    | 0    | 16        | 2         |
| Colorado Rapids     | 2021                | Major League Soccer | 21       | 1        | –            | –            | –        | –        | 1    | 0    | 22        | 1         |
| Colorado Rapids     | Tổng cộng           | Tổng cộng           | 79       | 7        | 1            | 0            | —        | —        | 2    | 0    | 82        | 7         |
| Los Angeles FC      | 2022                | Major League Soccer | 32       | 2        | 3            | 0            | —        | —        | 3    | 1    | 38        | 3         |
| Tổng cộng sự nghiệp | Tổng cộng sự nghiệp | Tổng cộng sự nghiệp | 228      | 18       | 13           | 1            | 7        | 3        | 11   | 1    | 259       | 23        |

1. ↑  Bao gồm U.S. Open Cup
2. 1 2 3 4 5 6  Ra sân tại MLS Cup Playoffs
3. 1 2  Ra sân tại CONCACAF Champions League
4. ↑  Bao gồm 3 lần ra sân và một bàn thắng tại vòng bảng MLS is Back Tournament

### Đội tuyển quốc gia
Tính đến ngày 29 tháng 11 năm 2022
| Đội tuyển quốc gia | Năm       | Trận | Bàn |
| ------------------ | --------- | ---- | --- |
| Hoa Kỳ             | 2016      | 4    | 0   |
| Hoa Kỳ             | 2017      | 13   | 1   |
| Hoa Kỳ             | 2018      | 6    | 1   |
| Hoa Kỳ             | 2020      | 1    | 0   |
| Hoa Kỳ             | 2021      | 21   | 0   |
| Hoa Kỳ             | 2022      | 10   | 0   |
| Tổng cộng          | Tổng cộng | 55   | 2   |

| STT | Ngày tháng                | Địa điểm                                  | Phản đối | Tỷ số | Kết quả | Giải đấu |
| --- | ------------------------- | ----------------------------------------- | -------- | ----- | ------- | -------- |
| 1   | Ngày 1 tháng 7 năm 2017   | Rentschler Field, Đông Hartford, Hoa Kỳ   | Ghana    | 2–0   | 2–1     | Giao hữu |
| 2   | Ngày 11 tháng 10 năm 2018 | Sân vận động Raymond James, Tampa, Hoa Kỳ | Colombia | 1–1   | 2–4     | Giao hữu |

## Danh hiệu
FC Dallas
- Supporters' Shield: 2016
- Cúp Lamar Hunt Mỹ mở rộng: 2016

Los Angeles FC
- Cúp MLS: 2022
- Supporters' Shield: 2022

U17 Hoa Kỳ
- Giải vô địch bóng đá U-17 CONCACAF: 2011

Hoa Kỳ
- Cúp vàng CONCACAF: 2017, 2021
- CONCACAF Nations League : 2019–20[27]